# ستوان‌دوم
ستوان‌دوم (انگلیسی: Second lieutenant) یک درجه نظامی افسر جزء در بسیاری از نیروهای مسلح است. درجه ستوان دوم پایین‌ترین درجه افسری است و اغلب پایین‌تر از ستوان یا ستوان یکم قرار می‌گیرد.
در ایالات متحده، ستوان دومی درجه معمولی برای ورود اکثر افسران درجه‌دار در نیروی زمینی، سپاه تفنگداران دریایی، نیروی هوایی و نیروی فضایی است.
در ارتش و سپاه تفنگداران دریایی، ستوان دوم اغلب رهبر دسته‌ای است که رهبری یک عنصر به اندازه دسته را بر عهده دارد که معمولاً شامل ۱۶ تا ۴۴ سرباز یا تفنگدار دریایی است. یک دسته تفنگدار از چندین جوخه تشکیل شده است که هر دسته توسط یک افسر درجه‌دار به عنوان رهبر دسته هدایت می‌شود. ستوان دوم معمولاً توسط یک گروهبان دسته کمک می‌شود که به فرمانده دسته در رهبری واحد مشاوره می‌دهد و از او حمایت می‌کند.